# 10650 Houtman
10650 Houtman este un asteroid din centura principală de asteroizi.

## Descriere
10650 Houtman este un asteroid din centura principală de asteroizi. A fost descoperit pe 24 septembrie 1960 la Observatorul Palomar de Cornelis Johannes van Houten și Ingrid van Houten-Groeneveld. Asteroidul prezintă o orbită caracterizată de o semiaxă mare de 2,23 ua, o excentricitate de 0,12 și o înclinație de 3,0° în raport cu ecliptica.